# NGC 3019
NGC 3019 ist eine Spiralgalaxie vom Hubble-Typ Sc im Sternbild Löwe. Sie ist schätzungsweise 393 Millionen Lichtjahre von der Milchstraße entfernt.
Das Objekt wurde am 21. März 1854 vom irischen Astronomen R. J. Mitchell, einem Assistenten von William Parsons, entdeckt.